# Gunsan

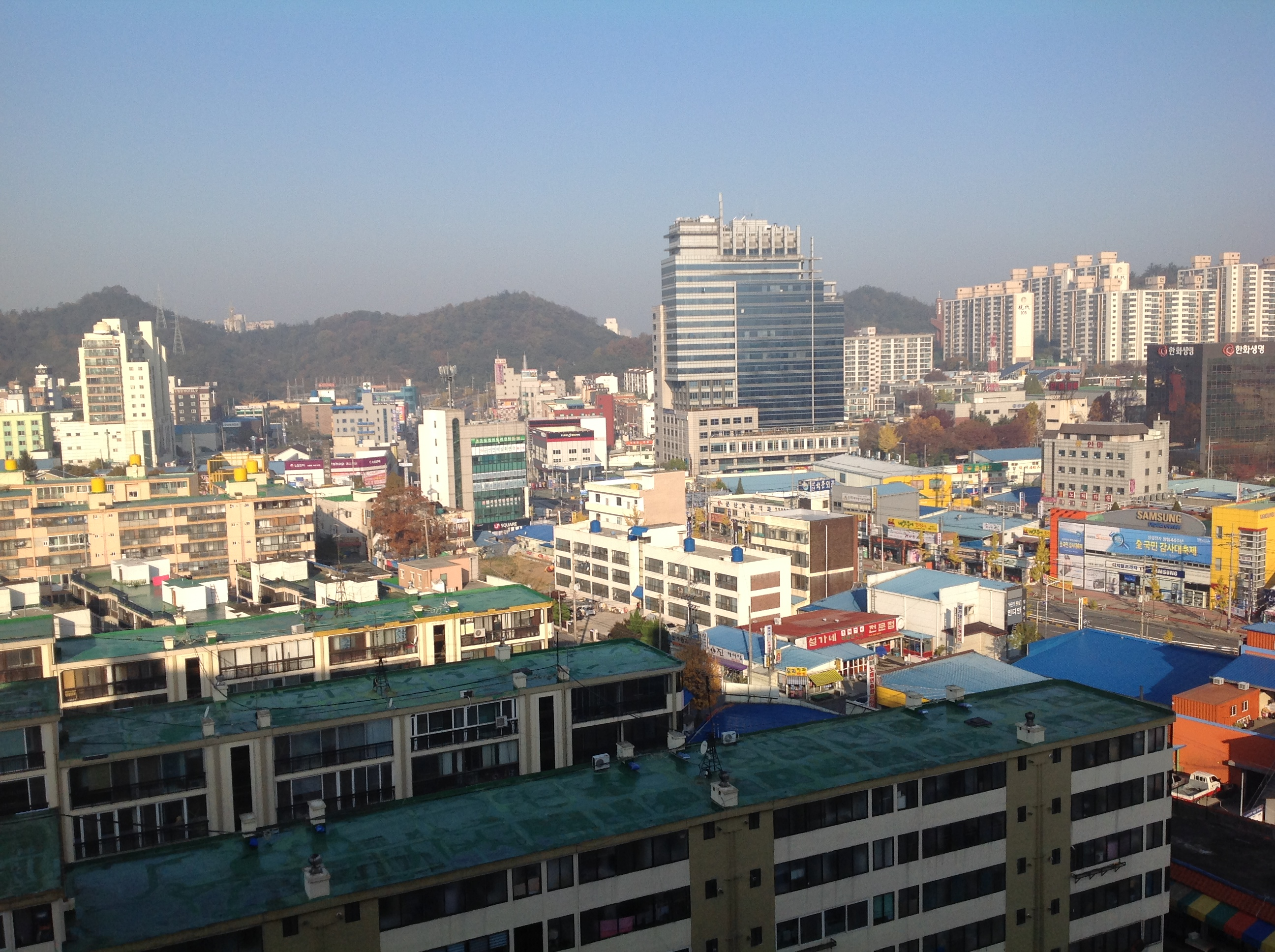
Gunsan

Gunsan (Gunsan-si), o Kunsan, és una ciutat sud-coreana que pertany a la província de Jeollabuk-do. Des de finals de la Segona Guerra Mundial hi ha una base dels Estats Units en el seu territori, anomenada Kunsan Air Base.

## Ciutats agermanades
- Windsor, Ontario, Canadà
- Tacoma, Washington, Estats Units
- Jamshedpur, Jharkhand, Índia